# El súper
El súper, historias de todos los días fue una teleserie española emitida diariamente por la cadena Telecinco, en la franja vespertina, entre los años 1996 y 1999. Producida por Zeppelin TV y Diagonal TV, duró cuatro temporadas (738 capítulos). En su equipo de guionistas figuraron nombres tan destacables como Boris Izaguirre y Rodolf Sirera. Los directores más habituales fueron Orestes Lara e Ignacio Mercero. La música fue compuesta por Pedro Martínez (La dársena de poniente, Calle nueva, Arrayán, Agente 700, Amar en tiempos revueltos,...).
Nació al amparo de las telenovelas que triunfaban diariamente en la sobremesa de las cadenas autonómicas, sobre todo en TV3. Así pues, fue la primera gran producción diaria de ficción a nivel nacional. Su éxito de audiencia abrió el camino a otras series diarias como Al salir de clase, Calle nueva o Amar en tiempos revueltos.
El súper bebe tanto de los culebrones norteamericanos como de Falcon Crest y Dinastía. Combina el suspense con tramas costumbristas y un toque de comicidad. Cuenta la historia de Julia Ponce (Natalia Millán), una humilde cajera de supermercado que, después de atravesar una serie de intrigas, descubre que forma parte de la poderosa familia Bernal. Eso la convierte en legítima propietaria de la cadena de establecimientos donde trabaja y en enemiga del mafioso Alfonso Torres (Andrés Resino).

## Argumento
Julia es una joven inteligente y atractiva que trabaja como cajera en un supermercado de la gran ciudad. En dicho establecimiento confluyen las historias de nuestros personajes, historias cotidianas tomadas de la vida real.
Julia comparte apartamento con Berta, una divertida chica, agresiva e imparable. Ambas aspiran a encontrar el destino que creen merecer tanto profesional como emocionalmente. Así, Julia conoce a Santiago, un apuesto y seductor representante de productos cosméticos con el que, de inmediato, comienza una intensa historia de amor.
Sin embargo, Santiago, del que probablemente se enamoraría cualquier mujer, esconde una vida -muy distinta- en otro lugar. Julia y el propio Santiago verán convertida su relación en algo tortuoso, intrigante, de imprevisible futuro.
Aurelio Bernal, el propietario de la cadena de supermercados, ve cómo su hija Mayka se desespera ante la debacle que significa su matrimonio con Alfonso, un arribista sin escrúpulos cuyos objetivos enmarañan la vida de sus empleados y familiares, una mente retorcida que no se detiene ante nada.
Ernesto, el primo de Julia, ha de abandonar el pueblo para buscar un trabajo en la ciudad que les permita sobrevivir a él y a sus hijos. Una ciudad que les dé la oportunidad de salir adelante. Ernesto descubrirá tarde las trampas de esa ciudad que, sin remedio, encumbra a unos mientras otros sucumben a su monstruosa y trepidante maquinaria. Todo depende de su suerte.
Amor, pasiones, mentiras, intrigas, trozos de vida que día a día pasan a nuestro lado, y que pueden sucederle a cualquiera: a nuestro vecino, a la gente que nos rodea. Incluso a nosotros mismos.

## Primera temporada (1996-97)
El primer capítulo se estrenó en prime time el viernes, 6 de septiembre de 1996 y cosechó un gran éxito de audiencia. Estos buenos datos hicieron que la serie se alargara, ya que estaba previsto que durase solamente tres meses. Los buenos resultados de audiencia se mantuvieron a lo largo de toda la temporada en franja vespertina, con una media cercana a los tres millones de telespectadores. Los episodios duran alrededor de 30 minutos y predomina el suspense.
El elenco principal de la primera temporada se compuso, entre otros, de los actores Natalia Millán, Chisco Amado, Paca Gabaldón, Manuel Navarro, Andrés Resino, Lola Marceli, Miguel Hermoso Arnao, Javier Román, Teté Delgado, Rosa Campillo, Mónica Estarreado, Juan y Medio, Eva Marciel, David Robles, Marta Hurtado, Silvia Sabaté, Daniel Llobregat, Eugenio Barona, Héctor Colomé, Damián Velasco, Manuel Zarzo y Mercedes Alonso en el papel de Asunción.
Entre el equipo de producción de la primera temporada destacaron nombres como Joan Bas y Jaume Banacolocha (Amar en tiempos revueltos/Amar es para siempre) , José Velasco y Secundino F. Velasco (Calle nueva), Miguel Morant y Lola Moreno (Telecinco) y Eugeni Margalló (Diagonal TV, que durante la primera temporada todavía recibía el nombre de La Principal).
El equipo de guionistas de la serie durante la primera temporada se compuso de, entre otros, Boris Izaguirre, Marta Molins, Adolfo Puerta, Antonio Onetti, Nacho Faerna, Antonio Prieto, Julia Altares, Gisela Pou y Enric Gomá capitaneados por Rodolf Sirera (Amar en tiempos revueltos).
Fue dirigida íntegramente por Orestes Lara.
La primera temporada abarcó los episodios 1 al 211. Durante la temporada, Julia conseguía hacerse con la dirección de la cadena de supermercados Maika tras descubrir que Aurelio, el padre de ésta, era su verdadero padre; consiguió que su hermana Maika decidiera asociarse con ella y formar un lazo verdadero de hermanas; superó un cáncer de pecho el cual le fue extirpado y luego reconstruido; y consiguió hacer amistad con Mercedes Cuenca, la primera mujer de Santiago Blasco, el hombre con el que se casó para luego descubrir que era bígamo. Julia y Maika idearon un plan de venganza contra Alfonso para volverle loco y librarse de él utilizando para ello a un doble de Aurelio. Por su parte, Maika conseguía hacer las paces con su hija Leticia, dejar el alcohol y reencontrarse con su verdadero amor Javier Serrano, el cual terminaba siendo asesinado por Alfonso. Poco después, Maika recuperaba al hijo que tuvo con Javier al cual había abandonado cuando nació en un convento, llamado Miguel, no sin muchas dificultades. Al final de la temporada, Miguel se convertía en el espía secreto de Alfonso en la casa de Maika. También Mercedes vivió su peor momento cuando fue testigo de cómo Alfonso tiraba a Javier por la ventana, motivo por el cual fue secuestrado por él. Aunque logró escapar y llevar a Alfonso a la cárcel, no fue por mucho tiempo. Además, Asunción encontraba el amor en un profesor retirado que vivía con alumnos, llamado Eugenio Casares. La temporada concluía el viernes, 11 de julio de 1997 con el misterio que rodeaba al asesinato de Santiago Blasco dejando al espectador con la imagen de Julia armada con una pistola la cual depositaba en el suelo para a continuación abrazar el cadáver del hombre al que tanto había amado y que arruinó su boda con su primo Ernesto, su amor de juventud del pueblo, después de haber fingido su propio suicidio. Momentos ante de que Santiago fuera disparado, Asunción le había llamado por teléfono y gritado el nombre de Julia al escuchar por boca del propio Santiago que Julia estaba con él en la habitación en ese momento. Julia había ido a verle porque Santiago le había confesado que era seropositivo. El final de la temporada dejaba como sospechosos del asesinato de Santiago a su exmujer Mercedes Cuenca que acudía a las oficinas Mistral con la idea de matarlo al descubrir que ella había sido contagiada del virus del VIH por culpa de él; a su mejor amigo Carlos Vicens el cual amenazaba con matarlo por haber sido despedido de su trabajo por cómplice de su bigamia; a Andrés Aguilar, el socio de Julia y Maika, el cual era enviado por ésta para librarlas de él; y, principalmente, a su segunda mujer Julia Ponce, dejando a Alfonso Torres completamente fuera de sospecha al encontrarse en una clínica de reposo en los momentos del suceso. El asesinato sucedió ese día alrededor de las 13:46 del mediodía.
Durante esta temporada, se cree que Alfonso Torres asesinó directa o indirectamente a un total de 5 personas: Aurelio Bernal, Álvarez, Javier Serrano, Aróstegui y Santiago Blasco.

## Segunda temporada (1997-98)
Continúan los buenos índices de audiencia. La duración de los episodios se reduce a menos de 25 minutos y la producción adopta un tono menos costumbrista y más negro que el del primer año. La temporada se cierra con un capítulo de una hora de duración, emitido en prime time, en clave de thriller. Dicho episodio, que narra el desenlace del secuestro de Julia, es uno de los mejores de la serie. El mismo "se vendió" como el desenlace de la serie pero, como nos tiene acostumbrados la televisión, este episodio solamente fue el salto a una nueva temporada.
La segunda temporada se caracterizó en su trama por albergar el misterio del asesinato de Santiago Blasco (Chisco Amado) cometido en el último episodio de la primera temporada. El misterio se resolvió en el capítulo 310 de 36 min. de duración emitido el viernes, 30 de enero de 1998.
El elenco principal de la segunda temporada se compuso, entre otros, de los actores Natalia Millán, Paca Gabaldón, Manuel Navarro, Andrés Resino, Lola Marceli, Miguel Ortiz, Víctor Valverde, Pep Munné, Miguel Hermoso Arnao, Javier Román, Teté Delgado, Rosa Campillo, Mónica Estarreado, Juan y Medio, Eva Marciel, Marina Oroza, Marta Hurtado, Silvia Sabaté, Daniel Llobregat, Gabriel Moreno, Gabriel Garbisu, Ramón Pons, Emilio de Cos, Rosario Santesmases, Rossana Yanni, Vicky Lagos, Damián Velasco, Manuel Zarzo y Mercedes Alonso en el papel de Asunción.
El equipo de producción de la primera temporada se mantuvo durante la segunda.
El equipo principal de guionistas de la segunda temporada se compuso de Rodolf Sirera, que volvió a hacer también de coordinador de argumentos, Marta Molins, Gisela Pou y Enric Gomá respaldados por un amplio equipo de guionistas, la mayor parte de ellos que ya colaboraron en el guion de la primera etapa de la serie.
Fue dirigida íntegramente por Orestes Lara.
La segunda temporada abarcó los episodios 212 al 438.

## Tercera temporada (1998-99)
La serie pierde audiencia, aunque los datos son aceptables. La serie recupera en buena medida, el tono más oscuro de la primera temporada.
La trama central de la temporada consistió en la recuperación de Julia tras su horrible secuestro y en su nueva vida junto con Ernesto. También de los efectos que tuvo dicho secuestro y del juicio contra Alfonso Torres y las consecuencias que produjo.
En esta temporada se celebró por todo lo alto el episodio número 600 en el que aparte de cambiar la cabecera, se cambió el rumbo del argumento principal de la serie y se sorteó entre los telespectadores, 6 millones de pesetas. El ganador de los mismos sería aquel que descubriera quién era la madre de Álex (personaje interpretado por Miquel Sitjar). Este fue uno de los principales misterios de la tercera temporada.
El elenco principal de la tercera temporada se compuso, entre otros, de los actores Natalia Millán, Paca Gabaldón, Manuel Navarro, Andrés Resino, Lola Marceli, Miguel Ortiz, Pep Munné, Miguel Hermoso Arnao, Javier Román, Teté Delgado, Rosa Campillo, Mónica Estarreado, Juan y Medio, Miquel Sitjar, Marina Oroza, Candela Martín, Beatriz Argüello, Miguel Cazorla, Tony Zenet, Gabriel Garbisu, Juan Jesús Valverde, Nicolás Dueñas, Carlos Pereira, Miquel Insúa, Vicky Lagos, Manuel Zarzo y Mercedes Alonso en el papel de Asunción. Además, contó con la colaboración especial de otros grandes actores, entre los cuales se pueden destacar a Silvia Tortosa y Manuel Bandera, el cual se incorporó a la serie como protagonista masculino hasta el final de la misma.
El equipo de producción de la segunda temporada se mantuvo durante la tercera. La producción a cargo de Estudios Picasso (Telecinco) al final de la temporada recayó en manos de Manuel Requena.
El equipo principal de guionistas de la tercera temporada, encabezado de nuevo por Rodolf Sirera, se compuso de Nacho Faerna, Carmen Fdez. Villalba, Josep Lluís Sirera, Jorge J. Martínez y Lola Salvador Maldonado respaldados por un amplio equipo de guionistas.
Fue dirigida en su mayor parte por Ignacio Mercero, exceptuando el comienzo de la temporada y el final de la misma, que corrió a cargo de Orestes Lara. Esta pausa fue debida a que el director se trasladó a Málaga para rodar en este mismo año la serie Mediterráneo, la mar de animales, también para Telecinco.
La tercera temporada abarcó los episodios 439 al 657.

## Cuarta temporada (1999)
Los datos de audiencia son malos. Telecinco decide adelantar el horario de emisión y adaptar el perfil de la producción a un target más joven. Incluso se cambia la cabecera. Personajes míticos como Maika Bernal (Paca Gabaldón) y Alfonso Torres (Andrés Resino) desaparecen de la serie, aunque este último volvería de nuevo para los episodios finales. Se introducen actores jóvenes y tramas policíacas. La calidad cae en picado y los datos de audiencia no remontan. La serie termina repentinamente el viernes, 31 de diciembre de 1999, con un capítulo final de concepción apresurada. El último episodio reúne muchos de los personajes míticos de la serie y muestra un final abierto.
La trama central de la última temporada se centró en averiguar quién fue la persona que atacó a Julia con unas tijeras causándole un coma profundo en el último episodio de la tercera temporada.
El elenco principal de la cuarta y última temporada se compuso entre otros, de los actores Natalia Millán, Manuel Bandera, Juncal Rivero, Lola Marceli, Miguel Ortiz, Mónica Estarreado, Miguel Hermoso Arnao, Javier Román, Teté Delgado, Rosa Campillo, Nuria Hosta, Juan Ribó, Miquel Sitjar, Marina Oroza, Silvia Espigado, Beatriz Argüello, Miguel Cazorla, Eva Fernández, Flavia Zarzo, Gabriel Latorre, Daniel Schaefer, Nicolás Dueñas, Ruth Puebla, Beatriz Sánchez, José Luis Alcobendas, Ana Embid, Luis Hacha, Jorge Casalduero, Tony Zenet, Helga Liné, Manuel Zarzo y Mercedes Alonso en el papel de Asunción. Además, durante los últimos episodios de la serie, cuando la misma cambió a un tono más policíaco, casi todos los personajes del elenco principal ya habían abandonado la serie, debido a que los responsables de la misma decidieron adaptarla a un perfil más juvenil como el que triunfaba en las sobremesas de la cadena (Al salir de clase) y se incorporaron nuevas caras para dar una nueva luz a las tramas. Estos actores fueron Jesús Cisneros, Ángel Hidalgo, Sergio Otegui, Juanma Cifuentes, Maite Navales y Javier Tolosa. Además, para esta etapa final, volvió a incorporse al elenco Andrés Resino, el malvado Alfonso Torres, pero ya era tarde para volver a levantar la serie.
Se propone un final abierto a la serie para posteriormente, volver a retomarla. Pero este proyecto nunca tomó un camino de inicio y 'El súper' dio carpetazo para siempre la noche del viernes, 31 de diciembre de 1999.
El equipo de producción de la última temporada incorporó a cargo de Estudios Picasso (Telecinco) a Esther Jiménez como productora ejecutiva de la serie.
El equipo principal de guionistas de la temporada, encabezado por Antonio Prieto, se compuso de Marco Tulio Socorro, Virginia Yagüe y Manel Cubedo, respaldados por un equipo de guionistas episódicos compuesto por Pachi Sánchez, Lea Vélez, Mercedes Cruz, Adolfo Puerta y Maika Bellido.
Fue dirigida en su mayor parte por Orestes Lara, aunque los últimos capítulos, de corte policíaco, fueron dirigidos por Pascal Jongen (Al salir de clase).
La cuarta y última temporada abarcó los episodios 658 al 738.

## Curiosidades
- Como curiosidad, cabe añadir que Natalia Millán cantó las sintonías de cabecera y salida de la serie en la primera y segunda temporadas. Dichas canciones fueron incluidas en el disco recopilatorio El súper de las estrellas, editado por Epic (Sony Music Spain) en 1997.

- El súper fue la primera serie diaria producida en España. Hasta entonces los seriales diarios eran principalmente “culebrones” americanos.

- Fue la primera serie en permanecer en emisión más de tres años ininterrumpidamente.

- Desde su estreno en septiembre de 1996, y tras 738 capítulos, El súper se caracterizó por ser una producción muy sujeta a lo cotidiano, una cotidianeidad reflejada en los guiones, que se atrevían con temas conflictivos y difíciles (sida, lesbianismo, incesto, abuso de poder, maltrato...).  Asimismo, cuenta con un ritmo de producción, preparación de guiones y realización prácticamente industrial, todo un reto para guionistas y equipo técnico por el ritmo que se imponía: un episodio diario. Más de 700 actores dan vida a otros tantos personajes de la serie, cubriendo un amplio espectro de la población.

- La serie recoge tres géneros en uno: El primer ingrediente lo conforma la vida cotidiana, el día a día y todo aquello que acontece en cualquier zona de España. Realidad y ficción. Un intento de analizar esa “intrahistoria” que configura la realidad de las personas que, a su vez, son quienes elaboran la historia. La serie cuenta además con una parte que toca las relaciones humanas que han reflejado los grandes dramaturgos. Desde la comedia griega hasta nuestros días la literatura ha tratado las pasiones, intrigas, mentiras, amor y desamor, luchas familiares o situaciones extremas. Por último, ofrece una visión policíaca con intrigas y desenlaces propios de cualquier novela del género.

- Cabe destacar que esta fue la primera serie nacional que emitió uno de sus episodios en formato largometraje como final de la segunda temporada. Se emitió el viernes, 31 de julio de 1998, en prime time (horario de máxima audiencia).

- Durante la emisión de los episodios, la 'mosca' de Telecinco se modificaba apareciendo bajo la misma el logotipo de 'El súper'. Es la única producción nacional hasta la fecha que ha conseguido tal hito en la historia de la televisión en España.

## Elenco
El reparto se compuso de un nutrido número de actores:
- Natalia Millán como Julia Bernal Ponce Martín (1-738).
- Chisco Amado como Santiago Blasco Martí (✝) (1-81 y 137-211).
- Paca Gabaldón como María del Carmen “Maika” Bernal Serrano (1-655 y 738).
- Manuel Navarro como Ernesto Navarro Ponce (1-207 y 324-535 y 738).
- Andrés Resino como Alfonso Torres Carvajal (1-657 y 715-738).
- Mercedes Alonso como Asunción Ponce Martín (1-738).
- Damián Velasco como Aurelio Bernal González (✝) / Damián Conde (✝) (1-55 y 191-221 y 592).
- Lola Marceli como Mercedes Cuenca Ballester (1-738).
- Rosa Campillo como Berta López Castillo (1-667 y 738).
- David Robles como Jose Navarro (1-121 y 165-167).
- Marta Hurtado como Raquel Navarro (1-325).
- Mónica Estarreado como Leticia Torres Bernal (1-88 y 117-738).
- Gerardo Giacinti como Manuel Torralba (✝) (1-60).
- David Selvas como Jorge (✝) (12-109).
- Teté Delgado como María del Carmen “Mari Carmen” Álvarez Mecha González del Olmo Orellana (1-738).
- Juan y Medio como Carlos Vicens (1-94 y 156-345 y 370-528 y 738).
- Javier Román como Fernando Ortega (1-212 y 290-687 y 738).
- Luis Mas como Abascal (1-59).
- Eugenio Barona como "Monaguillo" (1-81).
- Eloísa Martín como Amparo Cuenca (1-90 y 488-507 y 566-589).
- Eva Marciel como Belén Ramírez (1-420).
- Daniel Llobregat como Luis Blasco (✝) (1-437).
- Vicente Renovell como Marcial (1-187).
- Manolo Zarzo como Eugenio Casares (79-738).
- Silvia Sabaté como Silvia Ramos (46-151 y 262-331 y 470-493).
- Héctor Colomé como Javier Serrano (✝) (74-137).
- Antonio Castro como Mario Medina (38-210).
- Yolanda Sikara como Fátima Bilased (✝) (79-209).
- Miguel Hermoso Arnao como Miguel / Álex Fuentes Lozano (157-667).
- Alfredo Villa como Rafael (155-199).
- Miguel Ortiz como Agustín Rueda Santolaria (213-738).
- Víctor Valverde como Ricardo Ballesteros (218-410).
- Marina Oroza como Gloria Mateo (212-325 y 532-707).
- Gabriel Moreno como Andrés Aguilar (✝) (198-266).
- Gabriel Garbisu como José “Pepe” García (219-325 y 351-477).
- Emilio de Cos como Matías (217-276).
- Ramón Pons como "Fiscal" Antonio Robles (267-281 y 314).
- Rosario Santesmases como Paloma Casares (225-330 y 459-484).
- Rosanna Yanni como Teresa (291-327).
- Pep Munné como Ignacio Montesinos (337-655).
- Vicky Lagos como Begoña Casares (✝) (375-548).
- Carola Manzanares como Pilar Roca Bermúdez (✝) (159-438).
- José Caride como Francisco "Cerezo" (✝) (379-448).
- Fabián López Tapia como Dr. Elías "Nieto" (212-438).
- Miquel Sitjar como Alejandro “Álex" / Miguel Serrano Alcoriza Bernal (448-661 y 738).
- Carlos Pereira como Cristóbal "Ruano" (445-567).
- Miquel Insua como Fermín "Maroto" (440-580).
- Juan Jesús Valverde como Fiscal II (520-539 y 636).
- Silvia Tortosa como Ángela (542-555).
- Candela Martín como Eva Mendoza Carrasco (573-655).
- Beatriz Argüello como Míriam Quintero (164-667 y 738).
- Miguel Cazorla como Joaquín “Quino” Gónzález (252-738).
- Tony Zenet como José “Pepín” Murga (563-656 y 676-714).
- Nicolás Dueñas como Rodolfo "Santervás" (585-717).
- Manuel Bandera como Ramón Albéniz (594-735).
- José Luis Alcobendas como Paco Gil “Duque” (462-665 y 738).
- Flavia Zarzo como Jacinta Escot (✝) (441-716).
- Mabel Escaño como Ludivina "Luz” (222-655).
- Chari Gómez Miranda como Doña Úrsula (84-738).
- Eva Fernández como Francisca “Paqui” Vélez (✝) (439-714).
- Jimmy Castro como Emerson Restrepo (570-738).
- Lorena Flores como Clara "Clarita" (568-649).
- Alberto Alonso como "Palazuelo" (552-642).
- Juncal Rivero como Verónica Ortiz (665-738).
- Núria Hosta como Paloma II (659-738).
- Daniel Schaefer como Rafael "Rafa" (661-714).
- Silvia Espigado como Candela Rubín de Celis (✝) (648-709).
- Beatriz Sánchez como Carmen (658-711).
- Gabriel Latorre como Máximo "Ortuño" Anchón (452-738).
- Juan Ribó como Raúl Montero (664-725).
- Ruth Puebla como Mayte (664-712 y 723 y 731 y 733).
- Ana Embid como María (670-738).
- Luis Hacha como David (668-738).
- Helga Liné como Olga (680-703).
- Jesús Cisneros como Jaime Barea (715-738).
- Sergio Otegui como Tomás (711-738).
- Ángel Hidalgo como Lucas Soler (713-738).
- Juanma Cifuentes como Francisco “Paco” Barea (716-738).
- Jorge Casalduero como Arturo (432-738).
- Maite Navales como Blanca de Diego (715-738).
- Javier Tolosa como Andrés II (716-730).